# Чанлэ (Вэйфан)
Чанлэ́ (кит. упр. 昌乐, пиньинь Chānglè) — уезд городского округа Вэйфан провинции Шаньдун (КНР). В качестве названия уезда были взяты первый и последний иероглифы выражения «чаншэн аньлэ» (昌盛安乐).

## История
Основатель империи Хань Лю Бан в 195 году до н. э. дал своему родственнику Лю Цзэ титул Инлинского хоу (营陵侯). При империи Восточная Хань здесь был создан уезд Инлин (营陵县). При империи Суй он был переименован в Инцю (营丘县). При империи Сун в 962 году был создан уезд Чанлэ.
В декабре 1948 года был создан Специальный район Чанвэй (昌潍专区), и уезд вошёл в его состав. В 1967 году Специальный район Чанвэй был переименован в Округ Чанвэй (昌潍地区). В 1981 году Округ Чанвэй был переименован в Округ Вэйфан (潍坊地区). В 1983 году округ Вэйфан был расформирован, а вместо него образован Городской округ Вэйфан.

## Административное деление
Уезд делится на 5 уличных комитетов и 4 посёлка.
Уличные комитеты
- Баоду (Baodu, 宝都街道)
- Баочэн (Baocheng, 宝城街道)
- Уту (Wutu, 五图街道)
- Чжулю (Zhuliu, 朱刘街道)
- Чэнънань (Chengnan, 城南街道)

Посёлки
- Инцю (Yingqiu, 营丘镇)
- Танъу (Tangwu, 唐吾镇)
- Хунхэ (Honghe, 红河镇)
- Цяогуань (Qiaoguan, 乔官镇)

## Экономика
Посёлок Танъу является крупным центром по производству гитар — на него приходится более 30 % китайского рынка электрогитар (оборот отрасли составляет 1,5 млрд юаней). В посёлке насчитывается более десятка предприятий, специализирующихся на выпуске продукции среднего и высокого качества, имеется более 40 независимых музыкальных брендов. Кроме того, здесь производят музыкальные инструменты под всемирно известными брендами, в том числе Fender. Продукция из Танъу экспортируется в десятки стран мира, в том числе в Южную Корею, Японию, США и Западную Европу.  